# David Blondel
David Blondel, född den 25 september 1590 i Châlons-en-Champagne, död den 6 april 1655 i Amsterdam, var en fransk reformert teolog.
Blondel var under större delen av sitt liv präst på franska landsbygden men gjorde därutöver en stor insats som kyrkohistoriker. Han företog bland annat en kritisk undersökning av de pseudoisidoriska dekretalen och de romersk-katolska teorierna om påvedömets uppkomst. År 1650 kallades han till professor i historia vid École Illustre i Amsterdam.